# 台視文化公司
台視文化公司，簡稱TTVC，是臺灣電視公司（台視）的第一家子公司，成立於1978年6月1日，也是台灣電視史上第一家電視台關係企業。

## 歷史
台視文化公司之前身為台視內部單位「電視周刊社」，以發行台視官方期刊《電視周刊》與發行《電視周刊叢書》而得名。《電視周刊》是台灣最長壽的藝人動態及電視節目相關刊物，2000年停刊，總共發行1943期。
1962年4月28日，台視成立，當時即有籌辦《電視周刊》之議並交由台視節目部籌劃，後轉交台視行政部公共關係組兼辦。1962年10月10日，台視開播，《電視周刊》同日創刊。電視周刊社基本組織架構：台視總經理兼任發行人，台視督導公共關係業務之顧問兼任社長，台視有關各級主管兼任社務委員。電視周刊社創社時僅設有編輯部，經理業務由台視行政部公共關係組兼辦；1970年，電視周刊社增設經理部。1976年10月10日，《家庭月刊》創刊，其各項業務皆由電視周刊社兼辦。電視周刊社除了發行《電視周刊》與《家庭月刊》，也發行《電視周刊叢書》。電視周刊社第一任發行人為周天翔（任期為1962年10月至1974年6月），第二任發行人為劉侃如（任期為1974年6月至1978年5月），第一任社長為齊振一（任期為1962年10月至1978年5月）。1978年4月27日，台視股東常會決定將電視周刊社改組並獨立為台視文化公司。
1978年6月1日，電視周刊社獨立為台視文化公司，台視各有關單位主管組成台視文化公司董事會，台視總經理兼任台視文化公司董事長；台視文化公司繼續出版《電視周刊》與《家庭月刊》，並擴大出版叢書，新增業務為電視節目製作與錄影帶拷貝發行。台視文化公司第一任董事長為劉侃如（任期為1978年5月至1981年6月），第一任總經理為齊振一（任期為1978年6月至1979年8月），第一代組織架構為在總經理下設置編輯部、廣告部、發行部、經理部。1981年9月，由於電視節目製作與錄影帶拷貝發行之業務發展情況良好，台視文化公司董事會將編輯部拆分為出版部與視聽部，同時將廣告部與發行部合併為業務部，而經理部則被改名為管理部；董事會同時通過購置電子攝影機等器材，以厚植視聽業務實力。
1981年12月，《電視周刊》開始分三階段增加篇幅，一改維持十多年的128頁篇幅。1983年4月1日，台視文化公司第三份刊物《常春月刊》創刊，版式為菊版8開彩色平版印刷，創刊宗旨為「提供健康知識，實現長壽願望」。1983年8月，《電視周刊》篇幅已增為172頁，172頁中包括16頁彩色頁，裝訂方式從騎馬裝改為膠裝。1983年9月，台視文化公司開始機動編製及發行台視節目特刊，例如《星星知我心》、《鄧麗君15週年巡迴演唱會紀念特刊》、《天龍八部》、《鐵血楊家將》、《少林寺》等特刊。
1982年10月，台視播出台灣光復節暨《電視周刊》創刊20週年特別節目《螢海摘星》，在中華體育館錄影，田文仲、石松、沈雁主持。

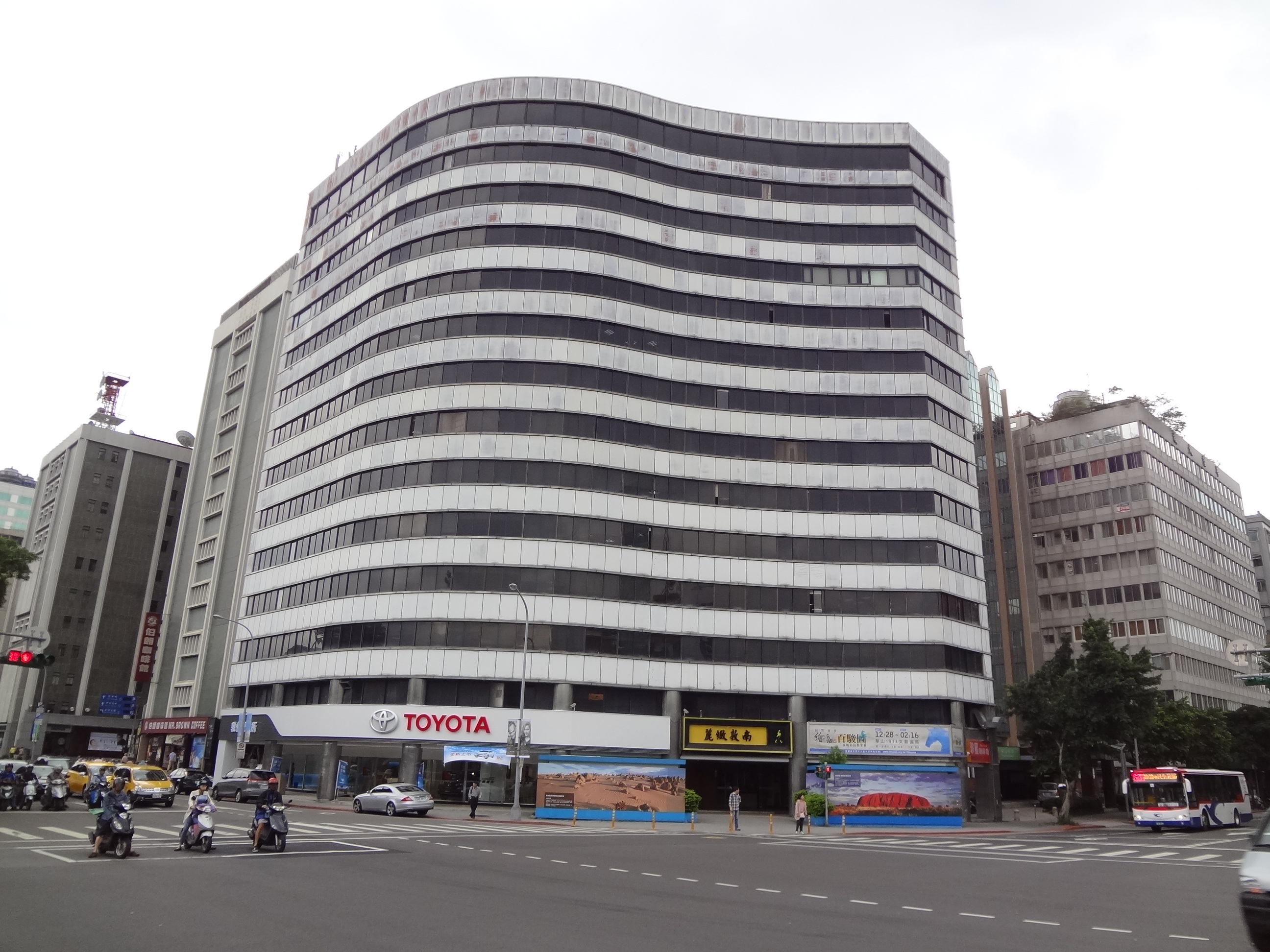
三傑大廈由徐嘉彰設計。

台視文化公司第一代總部設於台北市松山區八德路三段「三傑大廈」2號11樓，台視大樓（台北市松山區八德路三段10號）與三傑大廈之間僅以八德路三段8巷相隔。1982年春季，台視文化公司增購台北市松山區敦化南路「國際大樓」102號10樓一戶；1983年，台視文化公司增購三傑大廈13樓一戶；1983年9月，台視文化公司增購三傑大廈9樓一戶。
1984年9月1日，行政院新聞局與台視文化公司簽約，行政院新聞局委託台視文化公司複製及發行公共電視節目國內節目錄影帶。1990年7月1日，台視兒童合唱團正式更名為台視文化兒童合唱團，改隸屬台視文化公司。1990年11月1日，廣播電視事業發展基金（廣電基金）收回公共電視節目國內節目錄影帶發行權，成立「業務中心」發行公共電視節目錄影帶。
1991年3月19日，長榮航空總經理許瑞源與台視文化公司總經理梁光明簽約，台視文化公司製作CNN中英雙語新聞給長榮航空民航機播出，CNN亞太地區代表Gre Gell到場觀禮。
2004年與2005年，台視文化公司取得客家電視台之製播採購案，此時期客家電視台係由行政院客家委員會（客委會）以「每年一標」方式公開招標。2004年12月1日至2005年8月22日，台視文化公司代為經營原住民電視台。
2008年，台視文化公司為因應台視民營化之組織調整而改組，總部搬遷至台視大樓11樓，原本承辦公部門宣導活動的整合行銷業務併入台視各相關部門。
2017年，台視文化公司推出保健食品品牌「常春樂活」，商標沿用《常春月刊》刊頭「常春」二字。
2022年4月28日至5月2日，慶祝台視60週年台慶，台視租用松山文創園區一號倉庫舉辦「台視六十週年特展」，展示品包括台視文化公司收藏之《電視周刊》合訂本與部分期數。

## 得獎書籍

### 1990年代
- 衛生福利部國民健康署健康好書徵選活動：《效能瑜伽》

## 外部連結
- 台視文化公司 （页面存档备份，存于）
- 台視文化愛閱團部落格
- 台視文化愛閱團的Facebook專頁